# Robert Putnam

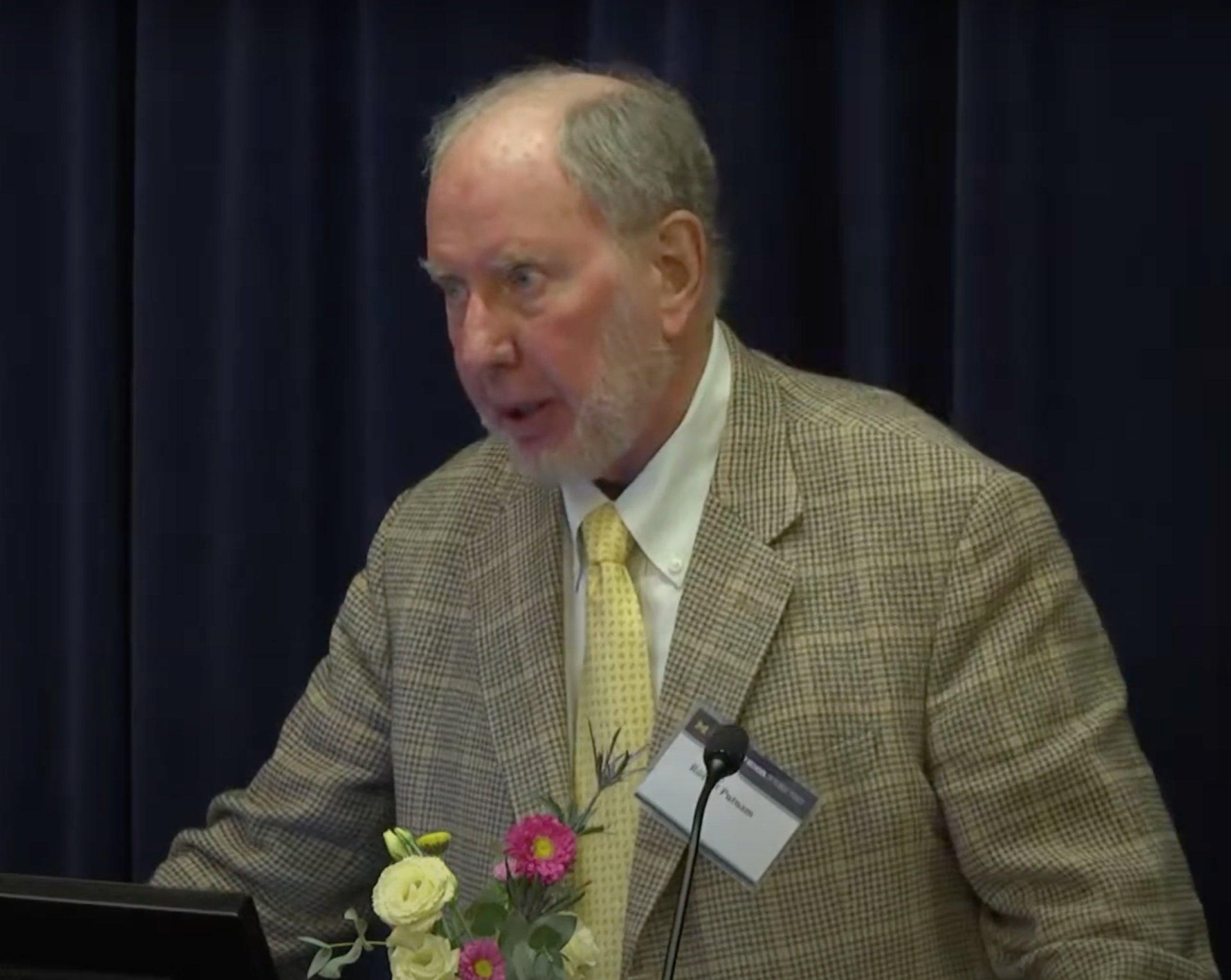
Robert Putnam (2019)

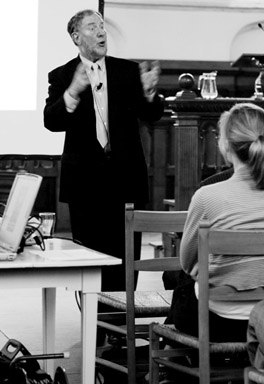
Robert Putnam bei einer Vorlesung (≤ 2006)

Robert David Putnam (* 9. Januar 1941 in Rochester, New York) ist ein US-amerikanischer Politikwissenschaftler und Hochschullehrer. Er ist Professor an der Harvard University. Für seine Forschungen erhielt er 2006 den renommierten Johan-Skytte-Preis.

## Forschung
In seinen Arbeiten beschäftigt sich Robert Putnam insbesondere mit den Themen „Soziales Vertrauen,“ „Zivilgesellschaft“ und „Soziales Kapital“. In Making Democracy Work macht er interpersonale Netzwerke, soziales Vertrauen und gemeinschaftsbezogene Normen und Werte für die Leistungsunterschiede italienischer Regionalverwaltungen nach einer Reform des Regionenwesens verantwortlich. Nicht der ökonomische Entwicklungsstand, sondern soziales Kapital sei die wichtigste Voraussetzung für die Effizienz demokratischer Institutionen.
Sein 1995 zunächst als Aufsatz, 2000 als Studie erschienenes Buch Bowling Alone, in dem er den Niedergang des bürgerschaftlichen Engagements konstatierte, erregte viel Aufsehen und brachte ihm sogar Einladungen des US-amerikanischen Ex-Präsidenten Bill Clinton, der Bush-Regierung und der britischen Regierung ein.
Zudem erarbeitete Putnam die Two-Level Game-Theorie, die zu dem Schluss kommt, dass internationale Abkommen nur erfolgreich vermittelt werden können, wenn sie auch auf nationaler Ebene Nutzen bringen.

## Auszeichnungen (Auswahl)
- 1980: Aufnahme in die American Academy of Arts and Sciences
- 2001: Aufnahme in die National Academy of Sciences
- 2001: Aufnahme in die British Academy (Corresponding Fellow)[1]
- 2003: Wilbur Cross Medal der Yale University[2]
- 2005: Aufnahme in die American Philosophical Society[3]
- 2006: Johan-Skytte-Preis (Skytteanska priset) in Politikwissenschaft der Skytte-Stiftung der Universität Uppsala
- 2012: National Humanities Medal

## Veröffentlichungen (Auswahl)
- Making Democracy Work: Civic Traditions in Modern Italy. Princeton University Press, Princeton 1993, ISBN 0-691-07889-0.
- Bowling Alone: The Collapse and Revival of American Community. Simon & Schuster, New York 2000 (Rezension von Warnfried Dettling: „Niedergang des sozialen Kapitals. Robert D. Putnam über den Verlust von Gemeinsinn und Engagement“, Die Zeit, 19. Oktober 2000).
- Gesellschaft und Gemeinsinn. Sozialkapital im internationalen Vergleich. (als Herausgeber) Bertelsmann, Gütersloh 2001, ISBN 3-89204-840-1.
- „E Pluribus Unum: Diversity and Community in the Twenty-first Century – The 2006 Johan Skytte Prize Lecture.“ Scandinavian Political Studies 30, no. 2 (June 2007): S. 137–174.
- mit Shaylyn Romney Garret: The Upswing: How America Came Together a Century Ago and How We Can Do It Again. Simon & Schuster, 2020.
- Diplomacy and Domestic Politics: The Logic of Two-Level-Games, in: International Organization 42(3), 427–460.
- Two-Level Games: The Impact of Domestic Politics On Transatlantic Bargaining, in: Helga Haftendorn/Christian Tuschhoff (Hrsg.): America and Europe in an Era of Change, Boulder: Westview Press, 69–83.